# Jeff Beck
Geoffrey Arnold «Jeff» Beck (Wallington, Gran Londres, 24 de junio de 1944 - 10 de enero de 2023) fue un guitarrista británico de rock y blues que tocó en varias bandas influyentes en las décadas de 1960 y 1970. Fue uno de los tres notables guitarristas que tocaron en The Yardbirds, siendo Eric Clapton y Jimmy Page los otros dos. Durante 25 años mantuvo una esporádica carrera en solitario. A pesar de no haber alcanzado nunca la proyección comercial de sus contemporáneos, Beck tuvo un gran reconocimiento, especialmente en la comunidad de guitarristas. Experimentó con el blues rock, el rockabilly, el heavy metal y el jazz fusión y en su última época había absorbido influencias del techno, creando una innovadora mezcla de música heavy metal y música electrónica.
Beck participó en álbumes de artistas como Rod Stewart, Mick Jagger, Ozzy Osbourne, Tina Turner, Morrissey, Donovan, Diana Ross, Jon Bon Jovi, Malcolm McLaren, Kate Bush, Roger Waters, Stevie Wonder, Les Paul, Zucchero, Cyndi Lauper, Brian May, Roger Taylor, Stanley Clarke, Screaming Lord Sutch, ZZ Top y Toots and the Maytals. Fue ubicado en la quinta posición de la lista de los 100 mejores guitarristas de la historia elaborada por la revista Rolling Stone, publicación en la que apareció en tres ocasiones en portada y que lo mencionó como «uno de los guitarristas líderes más influyentes en la historia del rock». Beck ganó el Premio Grammy en la categoría de mejor interpretación instrumental de rock en seis oportunidades y de mejor interpretación instrumental pop una vez. En 2014 recibió el Premio Ivor Novello por su contribución a la música británica y fue presentado en dos ocasiones en el Salón de la Fama del Rock and Roll, como miembro de The Yardbirds (1992) y como músico solista (2009).

## Primeros años
Geoffrey Arnold Beck nació el 24 de junio de 1944, hijo de Arnold y Ethel Beck en Wallington, Inglaterra. Desde los diez años empezó a cantar en el coro de la iglesia. Cursó sus estudios básicos en las escuelas Sutton Grammar School y Sutton East County Secondary Modern School.
Beck citó a Les Paul como el primer guitarrista eléctrico que realmente lo impresionó y afirmó que escuchó por primera vez el sonido de una guitarra eléctrica a los seis años, cuando escuchó a Paul tocando «How High the Moon» en la radio. Esta experiencia lo llevó a querer aprender a tocar el instrumento. Cliff Gallup, guitarrista de Gene Vincent y The Blue Caps, también fue una de sus primeras influencias, al igual que B.B. King y Steve Cropper.
De adolescente aprendió a tocar una guitarra prestada e hizo varios intentos de construir su propio instrumento, primero pegando cajas de cigarros para el cuerpo y un poste de valla para el cuello con los trastes simplemente pintados.
Tras finalizar sus estudios básicos, Beck se inscribió en la Escuela de Arte de Wimbledon, realizando poco tiempo después trabajos ocasionales como pintor y decorador, jardinero en un campo de golf y pintor de autos. Su hermana Annetta le presentó al guitarrista Jimmy Page cuando ambos eran adolescentes.

## Carrera

### Década de 1960: The Yarbdirds y The Jeff Beck Group
Mientras asistía a la Escuela de Arte de Wimbledon, Beck se ganó la reputación apoyando a Screaming Lord Sutch and the Savages en 1962 cuando la banda grabó el sencillo "Dracula's Daughter"/"Come Back Baby" para Oriole Records. Un año después, luego de que el músico Ian Stewart de The Rolling Stones le inculcara el gusto por el R&B, Beck formó la agrupación The Nightshift, con quienes se presentó en la famosa sala de conciertos 100 Club en la calle Oxford y grabó el sencillo "Stormy Monday" para la discográfica Piccadilly. Acto seguido se unió a The Rumbles, una banda originaria de Croydon, tocando principalmente versiones de Gene Vincent y Buddy Holly. En 1963 fue aceptado en The Tridents, una agrupación del área de Chiswick. "Realmente me gustaban porque tocaban R&B al estilo Jimmy Reed, aunque sólo era blues de doce compases". Ofició como músico de sesión en un sencillo de 1964 para Parlophone titulado "I'm Not Running Away" con la banda Fitz and Startz.

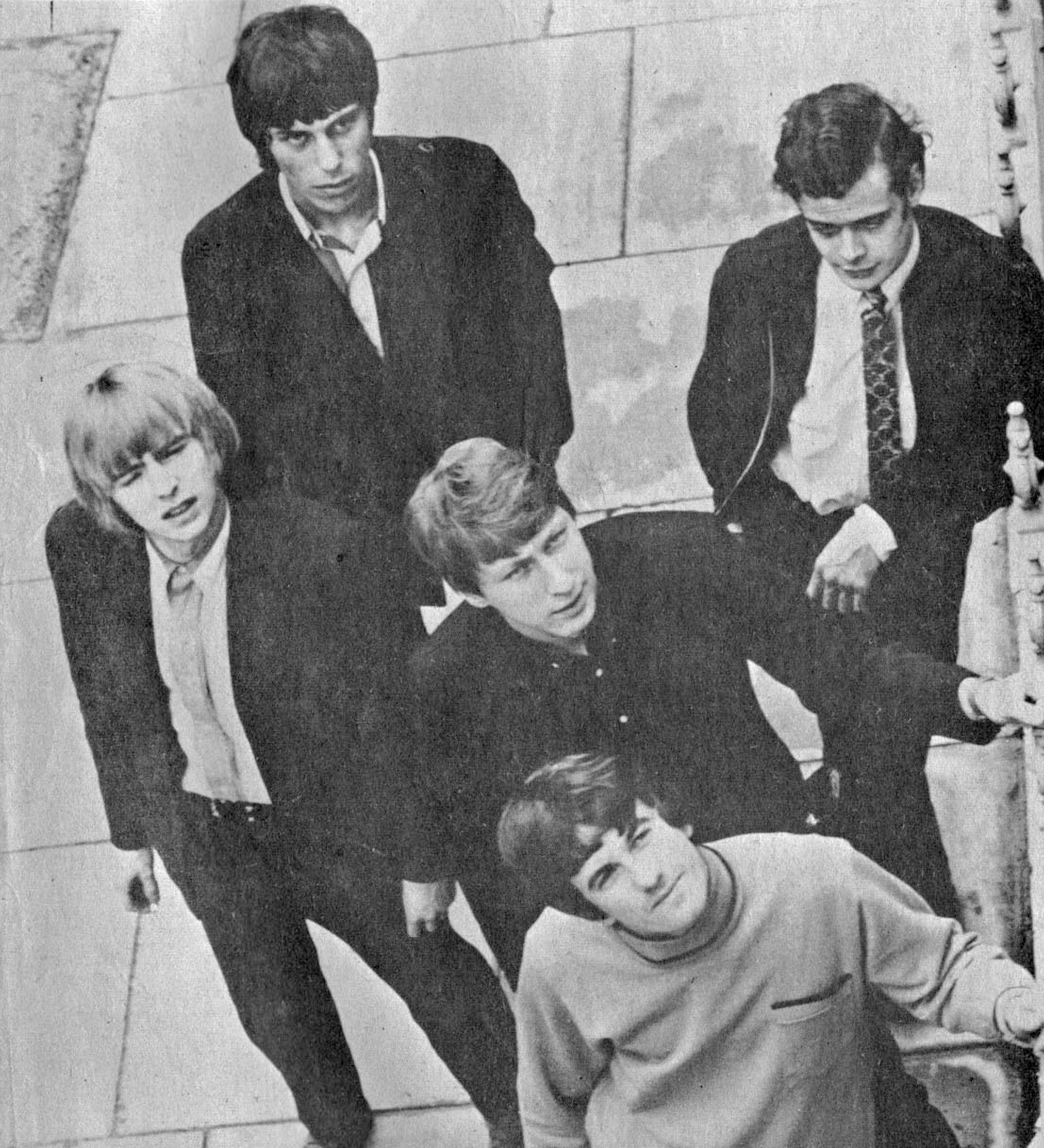
Beck (arriba a la izquierda) con The Yardbirds in 1965

En marzo de 1965, el guitarrista se unió a la banda the Yardbirds para reemplazar a Eric Clapton luego de que su amigo Jimmy Page lo recomendara. The Yardbirds grabaron la mayoría de sus canciones más exitosas durante los 20 meses de estancia de Beck en la agrupación. El guitarrista pudo grabar un disco con la banda, titulado Roger the Engineer (Over Under Sideways Down en los Estados Unidos) y publicado en 1966. Ese mismo año el músico grabó un instrumental titulado "Beck's Bolero", acompañado de Keith Moon en la batería, John Paul Jones en el bajo y Nicky Hopkins en el piano. En junio, Jimmy Page se unió a The Yardbirds, inicialmente como bajista y más tarde como guitarrista. El dúo de guitarras de Beck y Page fue grabado interpretando una versión de la canción "Train Kept A-Rollin'" titulada "Stroll On" para la película de Michelangelo Antonioni Deseo de una mañana de verano.
Beck fue despedido de The Yarbirds durante una gira por los Estados Unidos debido a su carácter explosivo. En 1967 grabó dos sencillos como solista para el productor Mickie Most, "Hi Ho Silver Lining" y "Tallyman", en los cuales cantó. Acto seguido formó su propia agrupación, The Jeff Beck Group, con Rod Stewart como cantante, Ronnie Wood en el bajo, Nicky Hopkins en los teclados y Aynsley Dunbar en la batería (Micky Waller lo reemplazó poco tiempo después).
La agrupación produjo dos álbumes para Columbia Records: Truth (agosto de 1968) y Beck-Ola (julio de 1969). Truth, publicado cinco meses antes del disco debut de Led Zeppelin, contiene la canción "You Shook Me", compuesta y grabada inicialmente por Muddy Waters e incluida en el primer álbum de Zeppelin con un arreglo muy similar al de Beck. El disco logró buenas ventas y alcanzó la posición número 15 en la lista de Billboard. Para la grabación de Beck-Ola Micky Waller fue reemplazado por Tony Newman. Aunque fue bien recibido por la crítica, el álbum no logró el éxito en ventas de Truth. Incidentes dentro del grupo llevaron a su disolución en julio de 1969.
En su autobiografía, el baterista Nick Mason afirma que en 1967 el nombre de Beck sonó para reemplazar a Syd Barrett como guitarrista de Pink Floyd, pero asegura que ningún miembro de la banda tuvo las agallas de invitarlo. En 1969, tras el fallecimiento de Brian Jones, se le ofreció a Beck un puesto en la banda The Rolling Stones, algo que tampoco llegó a concretarse.
Tras la ruptura de su banda, Beck participó en el proyecto Music from Free Creek al lado de renombrados artistas como Eric Clapton, Keith Emerson, Buzz Feiten, Mitch Mitchell y Linda Ronstadt. En septiembre de 1969 intentó formar una banda con los miembros de Vanilla Fudge, Carmine Appice (batería) y Tim Bogert (bajo), pero sus planes se frustraron cuando sufrió un grave accidente de tránsito en 1970. Beck afirmó años más tarde: "Todos tienen una idea errónea de la década de 1960. En realidad fue un periodo muy frustrante en mi vida. El equipo electrónico no estaba a la altura de los sonidos que tenía en mi cabeza".

### Década de 1970: Beck, Bogert & Appice y primeros álbumes en solitario

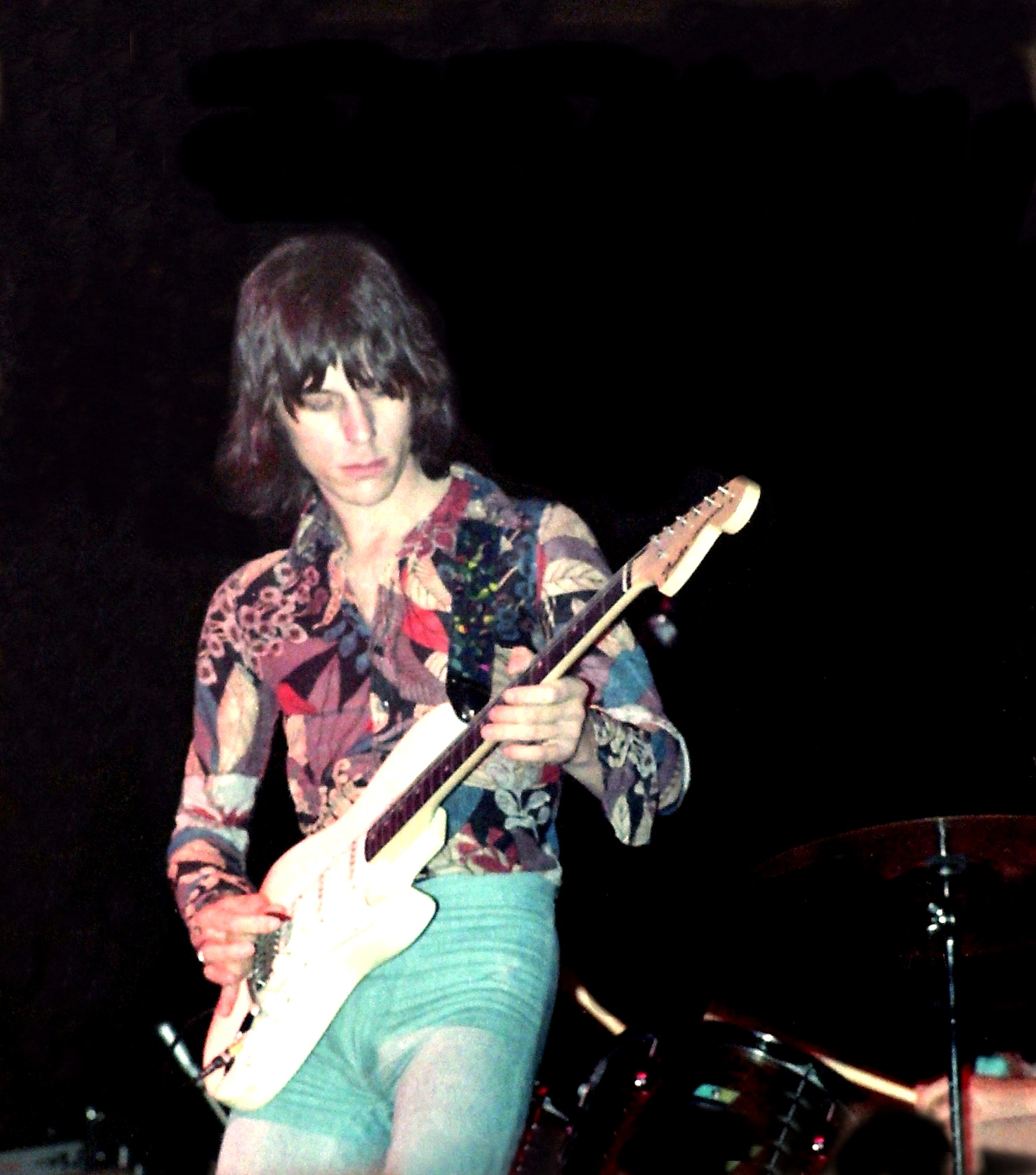
Beck con Beck, Bogert & Appice, 1972

Para cuando se recuperó de su accidente en 1971, Bogert y Appice estaban tocando en Cactus, así que el guitarrista formó una nueva versión del Jeff Beck Group con el tecladista Max Middleton, el baterista Cozy Powell, el bajista Clive Chapman y el vocalista Bobby Tench. Rough and Ready (octubre de 1971), el primer disco que grabó esta formación, incluía elementos de soul, rhythm-and-blues y jazz, presagiando la dirección que tomaría la música de Beck más tarde en la década.
Un segundo álbum, Jeff Beck Group (julio de 1972) fue grabado en los estudios TMI en Memphis, Tennessee con los mismos músicos. Beck contrató a Steve Cropper como productor en un álbum con una fuerte influencia de la música soul. Una de las canciones, "I Got to Have a Song", fue la primera de cuatro composiciones de Stevie Wonder grabadas por Beck. Poco tiempo después de la grabación del disco Jeff Beck Group, la formación se disolvió. "La fusión de los estilos musicales de los miembros ha tenido éxito dentro de los términos individuales, sin embargo, no sentían que habían creado un nuevo estilo musical con la fuerza que habían buscado originalmente", afirmaba una declaración oficial del mánager de Beck.
Acto seguido, Beck inició una colaboración con el bajista Tim Bogert y el baterista Carmine Appice, disponibles tras su experiencia en Cactus. Esta formación continuó brindando conciertos como The Jeff Beck Group hasta agosto de 1972 para cumplir obligaciones contractuales. Tras algunas salidas, terminó conformándose el trío Beck, Bogert & Appice. La agrupación fue incluida en el evento Rock at The Oval en septiembre de 1972, presentación que marcó el inicio de una gira por el Reino Unido, los Países Bajos y Alemania. Una nueva gira estadounidense inició en octubre en el Hollywood Sportatorium de Florida y concluyó en noviembre en Nueva Orleans. En abril de 1973 el álbum Beck, Bogert & Appice fue publicado por Epic Records. Aunque la crítica recibió bien el disco, comercialmente no funcionó y solamente la versión de "Superstition" de Stevie Wonder tuvo alguna repercusión.
El 3 de julio de 1973 Beck compartió escenario con David Bowie para interpretar las canciones "The Jean Genie", "Love Me Do" y "Around and Around". La presentación fue filmada, pero en ninguna de las ediciones finales se incluyó la participación de Beck. En octubre del mismo año, el guitarrista grabó algunas canciones para el disco de Michael Fennelly Lane Changer y participó en sesiones de grabación con la banda Hummingbird, dando inicio a una gran cantidad de colaboraciones con otros artistas que sería el común denominador en su carrera subsecuente.

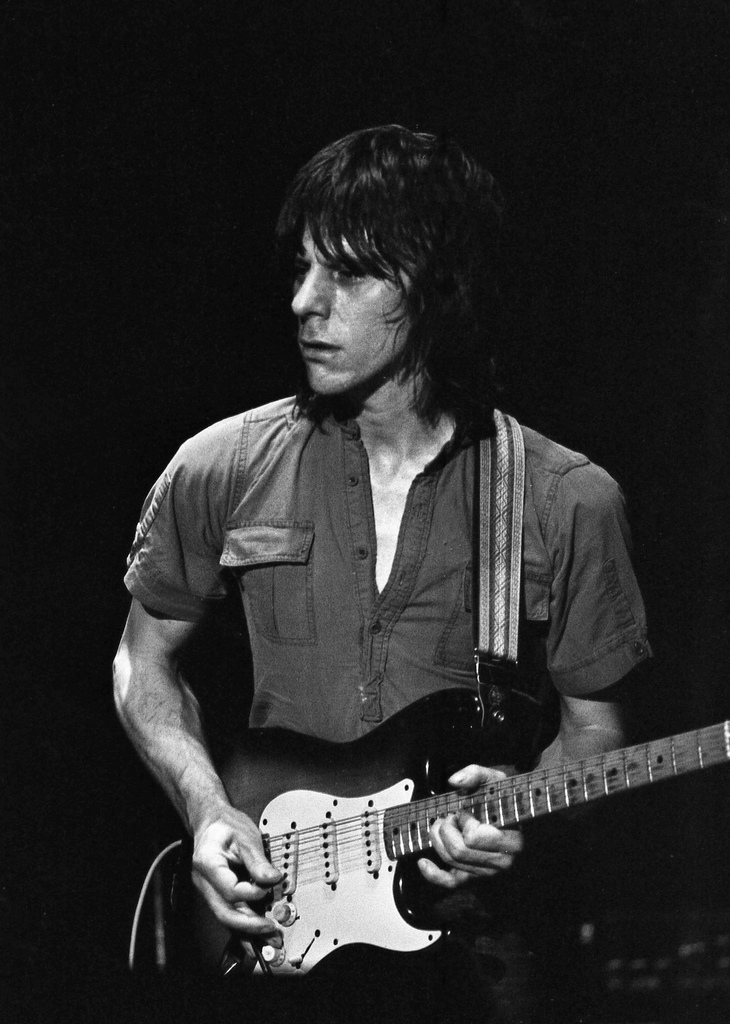
Beck en vivo en Ámsterdam; 1979

En enero de 1974 Beck, Bogert & Appice tocaron en el Teatro Rainbow como parte de una gira europea. El concierto fue emitido en los Estados Unidos como Rock Around the World en septiembre del mismo año. Durante esta etapa fueron grabadas las canciones "Blues Deluxe" y "BBA Boogie", incluidas en el álbum recopilatorio Beckology de 1991. La agrupación se separó en abril de 1974 antes de finalizar su segundo trabajo discográfico, producido por Jimmy Miller. Un álbum en vivo titulado Live in Japan que contenía canciones grabadas en la gira japonesa de la banda en 1973 no vio su publicación hasta febrero de 1975.
Luego de algunos meses, Beck ingresó al estudio con la banda Upp, con quienes registró una aparición en el programa de la BBC Guitar Workshop en agosto de 1974. Beck produjo el segundo disco de la agrupación, This Way Upp. En octubre empezó a grabar algunas composiciones instrumentales en los estudios AIR con Max Middleton, Phil Chen y Richard Bailey, usando a George Martin como productor y arreglista. El disco Blow by Blow (marzo de 1975) surgió de esas sesiones de grabación. El álbum alcanzó la cuarta posición en las listas de éxitos y se convirtió en el lanzamiento más exitoso en la carrera del guitarrista hasta ese momento. Beck, quien no quedó totalmente satisfecho con algunas de sus partes instrumentales, llamó a Martin algunos meses después de las sesiones de grabación, pidiéndole que regresaran al estudio para realizar algunas modificaciones. Un desconcertado Martin le respondió: "Lo siento Jeff, el álbum ya está en las tiendas".
El guitarrista formó una nueva banda de soporte para iniciar una gira estadounidense. En una presentación en Cleveland en 1975 arrojó su Stratocaster fuera del escenario tras romper una cuerda, finalizando el recital con una Les Paul. Regresó al estudio para grabar el disco Wired (1976), contando con la participación del baterista Narada Michael Walden y el tecladista Jan Hammer. Para promocionar el álbum, Beck unió fuerzas con The Jan Hammer Group para realizar una gira mundial de siete meses. Como resultado, fue grabado el álbum en directo Jeff Beck with the Jan Hammer Group Live (1977).
Beck se mudó a los Estados Unidos, permaneciendo en el país norteamericano hasta su regreso al Reino Unido en el otoño de 1977. Un año después inició ensayos con el bajista Stanley Clarke y el baterista Gerry Brown preparando un recital para el Festival de Knebworth, pero el proyecto fue descartado tras el abandono de Brown. Beck realizó una gira de tres semanas en noviembre de 1978 con Clarke, Tony Hymas (teclados) y Simon Phillips (batería), provenientes de la banda de Jack Bruce.

### Décadas de 1980 y 1990: Colaboraciones con otros artistas
Retornó en 1980 con el disco There & Back, que contó con la colaboración de Hammer. Un año después realizó una serie de históricos recitales con Eric Clapton en el marco del evento The Secret Policeman's Other Ball, patrocinado por Amnistía Internacional. Tocó con Clapton las canciones "Crossroads", "Further on up the Road" y "Cause We've Ended As Lovers" y finalizó el espectáculo tocando "I Shall Be Released" con Clapton, Sting, Phil Collins, Donovan y Bob Geldof. Las contribuciones de Beck quedaron plasmadas en el álbum y en el vídeo, los cuales tuvieron éxito comercial al ser estrenados en 1982. Acto seguido, el guitarrista participó en otro evento benéfico llamado ARMS Concert con Eric Clapton y Jimmy Page. El trío interpretó las canciones "Tulsa Time" y "Layla".
En 1985, Beck publicó un nuevo álbum como solista, titulado Flash, producido por Nile Rodgers. Un disco de pop/rock grabado con una amplia variedad de vocalistas, Flash dio el único hit single de la carrera de Beck, el cantado por Rod Stewart, People Get Ready. Fue grabado un videoclip para la canción, aprovechando la por entonces creciente popularidad del canal MTV. En la ceremonia de inducción de Stewart en el Salón de la Fama del Rock and Roll en 1992, Beck fue el encargado de presentar al cantante, afirmando: "Tenemos una relación de amor y odio – él me ama y yo lo odio". Durante este periodo, Beck realizó diversas colaboraciones y apariciones, incluyendo la película de Ivan Reitman Twins, donde tocó la guitarra al lado de la cantante Nicolette Larson. También colaboró en la grabación del álbum debut en solitario de Mick Jagger She's the Boss (1985) y en su segunda producción, Primitive Cool (1987).
Tras un descanso de cuatro años, regresó con el álbum instrumental Jeff Beck's Guitar Shop (1989), su tercer disco en la década de 1980. Lo esporádico de sus presentaciones en la década se debió principalmente a su larga lucha contra la enfermedad de tinnitus.
En los años 1990, el guitarrista gozó de una mayor participación en proyectos musicales. Contribuyó en el álbum Blaze of Glory de Jon Bon Jovi en 1990, tocando el solo principal de la canción homónima, la cual fue incluida en la banda sonora de la película Young Guns II. En 1992 tocó la guitarra solista en el disco de retorno de Roger Waters, Amused to Death. Un año después colaboró en los álbumes The Red Shoes de Kate Bush y Love Scenes de Beverley Craven. Grabó la banda sonora instrumental para la miniserie australiana Frankie's House y el álbum como solista Crazy Legs, un tributo a Gene Vincent y su guitarrista solista Cliff Gallup.
Beck realizó algunos ensayos con la banda de hard rock Guns N' Roses para su concierto en París en 1992, pero no pudo hacer parte del espectáculo debido a problemas auditivos causados por el sonido de los platillos del baterista Matt Sorum durante los ensayos, por lo que debió tomarse algunos días de descanso. La banda The Yardbirds fue presentada en el Salón de la Fama del Rock and Roll en 1992. En su discurso, Beck comentó:

Alguien me dijo que esta noche debería sentirme orgulloso ... Pero en realidad no lo estoy, estos tipos me echaron de su banda...

El guitarrista colaboró con el cantante británico Paul Rodgers en el álbum Muddy Water Blues: A Tribute to Muddy Waters en 1993. Tras una larga espera, Beck regresó en 1999 con el álbum Who Else!, en el que incorporó sonidos electrónicos. El disco marcó la primera colaboración de Beck con una mujer en su discografía, la guitarrista Jennifer Batten, reconocida por su trabajo con Michael Jackson. Batten siguió ligada a la banda de Beck realizando presentaciones en vivo y grabando el primer álbum del guitarrista en el nuevo milenio.

### Nuevo milenio

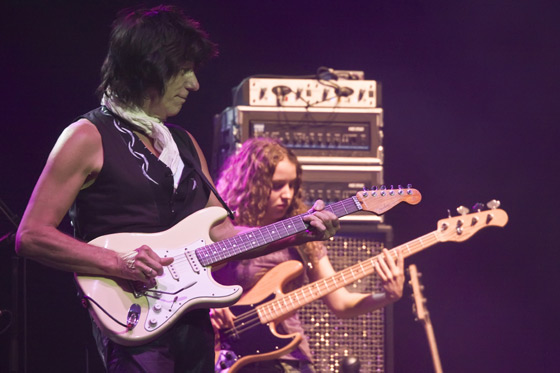
Beck y Tal Wilkenfeld en el Crossroads Guitar Festival, 2007

Beck ganó su tercer premio Grammy, en esta oportunidad en la categoría mejor interpretación instrumental de rock por la canción "Dirty Mind" de disco You Had It Coming de 2001. La publicación en 2003 de Jeff mostró que el nuevo estilo eléctrico usado en los dos álbumes anteriores continuaba dominando. Este estilo ha sido laureado por los críticos. Beck funde magistralmente su influencia electrónica con su pasado de blues/jazz; un estilo fuertemente influido por el sonido "marrón" de posteriores guitarristas, como Eddie Van Halen o Joe Satriani. La canción "Plan B", de este mismo disco, le dio en otoño su cuarto premio Grammy.
El guitarrista sirvió como acto de apertura para algunos conciertos de B.B. King en el verano de 2003 y tocó en el Crossroads Guitar Festival de 2004. Ese mismo año aportó la guitarra en la canción "54-46 Was My Number" de Toots and the Maytals como parte del álbum True Love, el cual fue galardonado en los Premios Grammy como mejor álbum de reggae.
En 2007 acompañó a la cantante Kelly Clarkson en la interpretación de la canción original de Patty Griffin "Up to the Mountain" durante un episodio del programa de concurso American Idol. Ese año reapareció en el Festival Crossroads en una banda conformada por Vinnie Colaiuta, Jason Rebello y la joven bajista Tal Wilkenfeld. Esa misma formación brindó un concierto en el famoso Ronnie Scott's Jazz Club, la cual fue plasmada en el álbum en directo Live at Ronnie Scott's.
El 4 de abril de 2009, Beck fue presentado en el Salón de la Fama del Rock and Roll en homenaje a su carrera como solista. El premio fue presentado por su amigo Jimmy Page. En la gala, el guitarrista interpretó la canción "Train Kept A-Rollin'" acompañado de Page, Ronnie Wood, Joe Perry, Flea, James Hetfield, Robert Trujillo, Lars Ulrich, Kirk Hammett y Jason Newsted. El 4 de julio del mismo año, David Gilmour acompañó a Beck en una presentación en el Royal Albert Hall, intercambiando solos en "Jerusalem" y cerrando el recital con "Hi Ho Silver Lining".

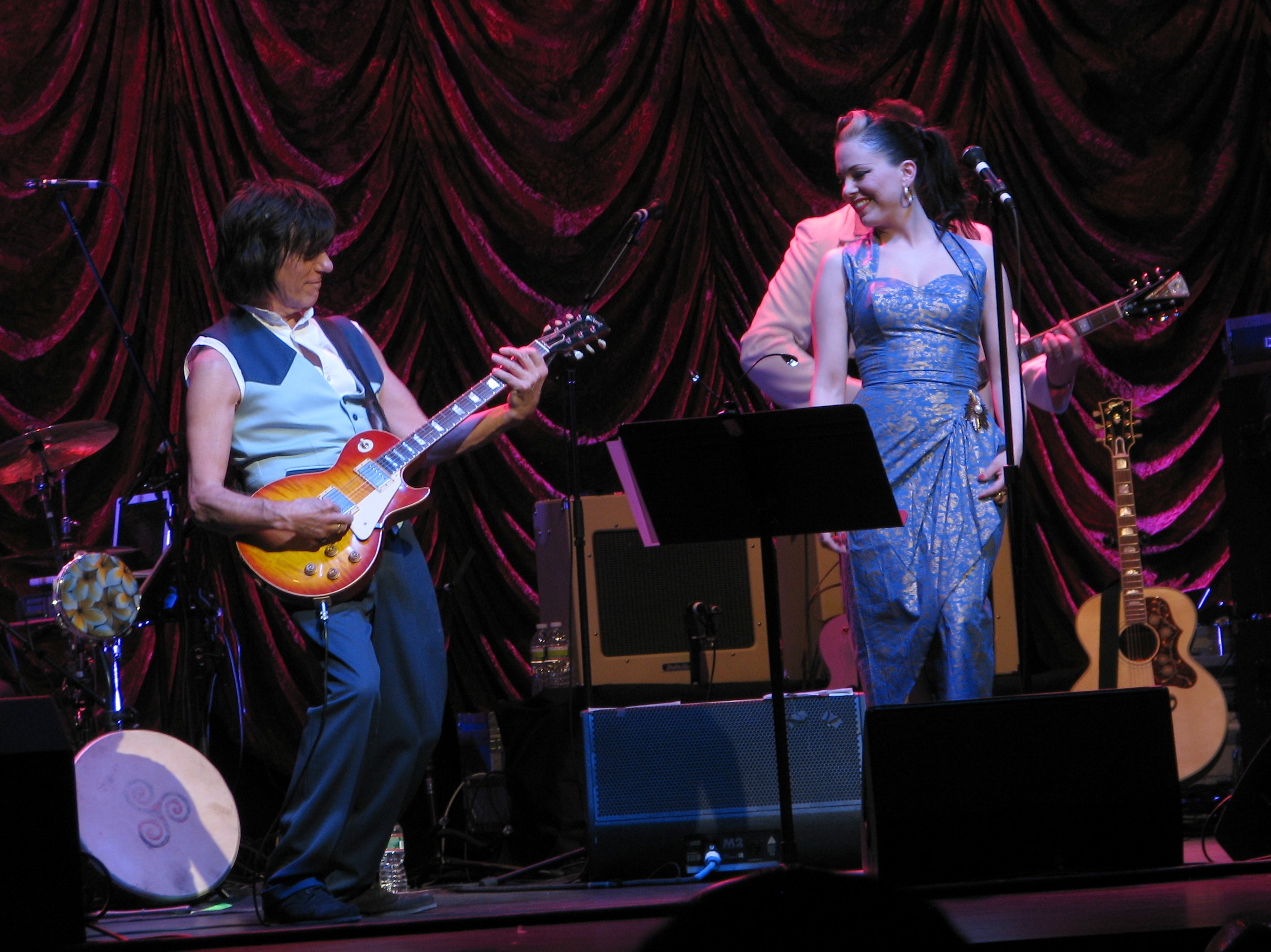
Beck y la cantante irlandesa Imelda May en vivo en 2011

Un nuevo álbum como solista, Emotion & Commotion, vio la luz en abril de 2010, presentando una mezcla de canciones originales y versiones de otros artistas. Imelda May y Joss Stone participaron en las sesiones de grabación y aportaron sus voces. Dos canciones del álbum le valieron premios Grammy a Beck: "Nessun Dorma" (mejor interpretación instrumental de pop) y "Hammerhead" (mejor interpretación instrumental de rock). El guitarrista registró una colaboración en la canción "Imagine" para el álbum de Herbie Hancock The Imagine Project con Seal, P!nk, India.Arie, Konono N°1 y Oumou Sangare. La composición ganó un Grammy a mejor colaboración vocal de pop en 2011.
El músico preparó una nueva banda para salir de gira en 2010, con Narada Michael Walden en la batería, Rhonda Smith en el bajo y Jason Rebello en los teclados. En octubre publicó el disco en directo Live and Exclusive from the Grammy Museum y el DVD Rock 'n' Roll Party con Imelda May. Un año después recibió una beca honoraria de la Universidad de las Artes de Londres en reconocimiento a su contribución a la música británica. También en 2011 recibió un doctorado honorario de la Universidad de Sussex.
En 2016 fue publicado un nuevo álbum de estudio del guitarrista, titulado Loud Hailer, en el que presentó a una renovada banda compuesta por Carmen Vandenberg, Rosie Bones, Davide Sollazi y Giovanni Pallotti. El disco se ubicó en la posición número 27 en el Reino Unido y en la 41 en los Estados Unidos, marcando altas posiciones en las listas de Nueva Zelanda y Francia.

### Últimos años
El 16 de abril de 2020, Beck publicó un nuevo sencillo en el que colaboró el actor y músico Johnny Depp. "Isolation", versión de la canción de John Lennon, se convirtió en la primera de varias colaboraciones entre ambos artistas, según el propio Beck. Refiriéndose al hecho de que el sencillo fue lanzado durante el período de aislamiento durante la pandemia del COVID-19, Beck explicó: "Johnny y yo hemos trabajado juntos en la música desde hace tiempo y grabamos esta pista el año pasado. No esperábamos lanzarlo tan pronto, pero dadas las circunstancias actuales, decidimos que podría ser el momento adecuado para que todos lo escuchen".

### Fallecimiento
Falleció el 10 de enero de 2023, a los 78 años, luego de contraer repentinamente una meningitis bacteriana (Confirmó el representante).

## Técnica y equipo

Guitarra Fender Squier Jeff Beck Replica Model

Al contrario que otros guitarristas, Jeff Beck no se basaba excesivamente en efectos electrónicos. Él producía una amplia variedad de sonidos usando sus dedos y el vibrato de su Fender Stratocaster Jeff Beck Signature. En un comienzo, Jeff Beck le hacía un corte con una hojita de afeitar a la membrana del parlante (o altavoz) para producir distorsión con su equipo. Esto sucedía en la década de 1960. Más tarde llegaron los primeros pedales de efecto, por lo que a partir de su aparición, usó frecuentemente un pedal wah-wah tanto en estudio como en vivo.
Junto con su Stratocaster, ocasionalmente tocaba una Fender Telecaster y una Gibson Les Paul. Sus amplificadores eran, principalmente, Fender y Marshall. En los primeros días con los Yardbirds, Beck también usó una Fender Squier con un Vox AC30.
En el álbum Beck-Ola, usó ampliamente el pedal wah-wah, del que se le consideraba un pionero. También ha utilizado una amplia variedad de pedales fuzz junto con pedales de eco. El más famoso de los empleados es el pedal de distorsión Pro Co RAT. Jeff Beck es considerado uno de los más grandes guitarristas por tener un género único, como el blues combinado con rock progresivo.

## Premios y reconocimientos

### Premios Grammy
| Año  | Categoría                                                 | Álbum o canción                        | Resultado |
| ---- | --------------------------------------------------------- | -------------------------------------- | --------- |
| 1976 | Mejor interpretación instrumental pop                     | Wired                                  | Nominado  |
| 1985 | Mejor interpretación instrumental de rock                 | "Escape"                               | Ganador   |
| 1989 | Mejor interpretación instrumental de rock                 | Jeff Beck's Guitar Shop                | Ganador   |
| 1992 | Mejor interpretación instrumental de rock                 | "Hound Dog"                            | Nominado  |
| 1993 | Mejor interpretación instrumental de rock                 | "Hi-Heel Sneakers"                     | Nominado  |
| 1999 | Mejor interpretación instrumental de rock                 | "A Day In The Life" y "What Mama Said" | Nominado  |
| 2001 | Mejor interpretación instrumental de rock                 | "Dirty Mind"                           | Ganador   |
| 2003 | Mejor interpretación instrumental de rock                 | "Plan B"                               | Ganador   |
| 2009 | Mejor interpretación instrumental de rock                 | "A Day in The Life"                    | Ganador   |
| 2010 | Mejor colaboración vocal de pop                           | "Imagine"                              | Ganador   |
| 2010 | Mejor interpretación instrumental pop                     | "Nessum Dorma"                         | Ganador   |
| 2010 | Mejor interpretación instrumental pop                     | "Hammerhead"                           | Ganador   |
| 2010 | Mejor interpretación rock de un dúo o grupo con vocalista | "I Put A Spell On You"                 | Nominado  |
| 2010 | Mejor álbum de rock                                       | Emotion & Commotion                    | Nominado  |
| 2011 | Mejor álbum de rock                                       | Rock 'N' Roll Party                    | Nominado  |

## Discografía

### Álbumes como solista
- Truth (1968)
- Beck-Ola (1969) (The Jeff Beck Group)
- Rough and Ready (1971) (The Jeff Beck Group)
- Jeff Beck Group (1972) (The Jeff Beck Group)
- Blow by Blow (1975)
- Wired (1976)
- There & Back (1980)
- Flash (1985)
- Jeff Beck's Guitar Shop (1989)
- Crazy Legs (1993)
- Who Else! (1999)
- You Had It Coming (2001)
- Jeff (2003)
- Emotion & Commotion (2010)
- Loud Hailer (2016)

### Colaboraciones
- Beck, Bogert & Appice (1973) (de Beck, Bogert & Appice)
- Frankie's House (1992) (con Jed Leiber)
- Patient Number 9 (2022) (con Ozzy Osbourne)